# Demented Are Go
Demented Are Go (DAG) és un grup gal·lès de psychobilly que es va formar l'any 1982 a Cardiff. És considerat un grup pioner pel que fa a barrejar punk rock i rockabilly i, com a conseqüència, és un grup influent en l'escena psychobilly. DAG sovint ha afirmat que el seu nom prové de la frase Demon teds are go! com una adaptació de la frase Thunderbirds are go! de la sèrie de televisió Thunderbirds.

## Discografia

### Àlbums d'estudi
- In Sickness &amp; In Health (ID Records) – 1986
- Kicked Out of Hell (ID Records) – 1988
- The Day the Earth Spat Blood (Link Records) – 1989
- Orgasmic Nightmare (Fury Records) – 1991
- Tangenital Madness on a Pleasant Side of Hell (Fury Records) – 1993
- Hellucifernation (Crazy Love Records) – 1999
- Hellbilly Storm (People Like You Records) – 2005
- Welcome back to Insanity Hall (People Like You Records) – 2012

### Recopilacions
- The Best of Demented Are Go (Dojo Records) – 1993
- Satan's Rejects 1: The Very Best of Demented Are Go (Anagram Records) – 1997
- Satan's Rejects 2: The Very Best of Demented Are Go (Harry May Records) – 1999
- I Wanna See You Bleed!! (Hell Razer Records) – 2000
- The Most Demented of Demented Are Go (2013)[5]
- Original Albums Boxset (2014)

### Àlbums en directe
- Sick Sick Sick (ID Records) 1987
- Live and Rockin (Link Records ) – 1990
- Go Go Demented (Link Records) – 1990
- Live in Japan (Tombstone Records) – 1993
- Who Put Grandma Under the Stairs (Receiver Records) – 1996
- Stomping at the Klubfoot (Mayo Records) – 2002
- Live at the Galaxy (Crazy Love Records) – 2003